# William Ostrander
William Ostrander (* 21. September 1959) ist ein US-amerikanischer Schauspieler und Unternehmer.

## Leben
In Deutschland wurde er hauptsächlich durch seine Rolle des „Forbes La Motte“ in der Serie Fackeln im Sturm bekannt. Des Weiteren spielte er die Rolle des „Taro“ in dem Zeichentrickfilm Fire and Ice, welcher im Rotoskopie-Verfahren hergestellt wurde und lieh „Larn“ als Synchronsprecher seine Stimme. Als Schauspieler trat Ostrander in den Jahren von 1982 bis 2001 überwiegend in Fernsehserien auf.
Hauptberuflich ist William Ostrander Bauunternehmer und lebt mit seiner Frau und seinen drei Söhnen auf einer Ranch in San Luis Obispo in Kalifornien.

## Filmografie (Auswahl)
- 1982: Lou Grant (Folge 5x22)
- 1983: Feuer und Eis (Fire and Ice)
- 1983: Christine (John Carpenter’s Christine)
- 1983: Stryker
- 1983: The Optimist (Folge 1x06)
- 1984: Mike’s Murder
- 1985: Red Heat – Unschuld hinter Gittern (Red Heat)
- 1985: Fackeln im Sturm (North and South, 4 Folgen)
- 1986: Unter der Sonne Kaliforniens (Knots Landing, 4 Folgen)
- 1997: Michael Hayes – Für Recht und Gerechtigkeit (Folge 1x06)
- 1997: Profiler (Folge 2x06)
- 2000: Ein Hauch von Himmel (Touched By An Angel, Folge 6x12)
- 2001: Mulholland Drive – Straße der Finsternis (Mullholland Drive) (zweiter Assistent des Regisseurs)
- 2001: Angel – Jäger der Finsternis (Angel, Folge 3x08)